# Siedenburg
Siedenburg è un comune mercato di 1.246 abitanti della Bassa Sassonia, in Germania.
Appartiene al circondario (Landkreis) di Diepholz (targa DH) ed è parte della comunità amministrativa (Samtgemeinde) di Siedenburg.

## Geografia antropica

### Suddivisioni amministrative
Il territorio comunale comprende, oltre al capoluogo (Siedenburg), la frazione (Ortsteil) di Päpsen.